# Wohnanlage Buschallee I
Die Wohnanlage Buschallee ist ein denkmalgerechtes Ensembleteil in der Berliner Allee, Buschallee und in der Gartenstraße im Ortsteil Weißensee des Berliner Bezirks Pankow.

## Lage
Die Wohnanlage befindet sich im Straßengeviert Berliner Allee 174, Buschallee 1, 2, 3, 4, 5, 6, 6a, 7, 7a, 7b, Gartenstraße 27, 28, 29, 29a.

## Geschichte
Die Wohnanlage wurde zwischen den Jahren 1928 und 1929 im Auftrag der Gemeinnützige Baugenossenschaft Berlin-Steglitz eGmbH gebaut. Im Jahr 1950 wurde die Wohnanlage umgebaut. 

## Architektur
Die Wohnanlage ist ein viergeschossiger Putzbau mit Dachbodenzone und Flachdach, die Balkonachsen sind zum Hof. In der Buschallee ist die Fassade mit monotonen gereihten dreiachsigen Vorsprüngen mit Treppenhaus zwischen zwei Fensterachsen. Der kurze Hausblock in der Gartenstraße wird durch Staffelung der Hausteile belebt.